# Копривщенска къща
Копривщенската къща е характерен тип възрожденска архитектура, обхващащ Средногорието в района на Копривщица. Част е от областта на севернобългарската къща.

## В предвъзрожденските времена
„В далечните времена първите заселници сварили котловината на река Тополница гориста. Започва опожаряване на вековни гори, за добиване на пасища и първобитно орачество, сеч за градеж на колиби. Така в началото на ХХ век местността около града е гола и пуста.“ Ранният период на строителство обхваща времето от заселването на града до началото на ХІХ в. По това време са изграждани по-примитивни изцяло дървени жилища. Единствен оцелял до днес представител на този тип къщи е Павликянската къща поради трикратното опожаряване от кърджалиите на града през 1793, 1804 и 1809 година. Според някои изследвания друга оцеляла от това време е била Вакарелската къща в града, но през 1953 г. наследниците я разглобяват и разпродават дървените талпи, с които е съградена.
Във времената около трите изгаряния на селото, през 1800 г. нападенията на кърджалиите не са били съвсен неочакваи събития. По тези причини населението е било подготвено за погромите и е успяло да избяга, вземайки някоя покъщнина, а даже и стадата със себе си. Оцелели от пожарищата са само онези къщи, в които са били разквартирувани насилниците. Няколко години Копривщица е била празна, опустошена и без жители. Повечето бежанци не се завърнали никога, но те ще да са тегнали на хората в селищата, дето се установили временно и правителството с обещания и заплахи сполучило да убеди част от тях да се завърнат в родното си място. Към 1803 – 1804 г. се завръщат доста от бежанците и почват да строят временни жилища.
За център на първоначалното поселище Тороман махала се смята „Селището“ в местността Могилата. Така в по-късни години се нарича малкият площад, който е и кръстопът между двете части на махалата от двете страни на Косьово дере, при най-горния от четирите моста над дерето. Тук са къщите на Калканови (Пенчо Калканов), Гугови и Хаджихристеви. В тяхното обкръжение попада и къщата на семейство Пробигорови. Макар и унищожена след пожар през 1885 г. начина по който е построена служи за описание на първоначалните строителни техники не само в Тороман махала, но и в цялото село. Имало един заселник, който разчиства гъсталака на това място като пробил (просякъл) и в почти квадратни размери си построява къща, но се сдобива с прякорът даден му от старите хора – Пробигора (пробил гората). Къщата е построена от отсечения дървен материал, като само едно дърво не е бутнато, а е окастрено, одялано като носеща греда на къщата с един одялан клон, служещ за закачалка след завърщването на строежа.
Къщите в Копривщица от 20 – 30-те години на ХIХ в. са с приземие и етаж. Приземието е изградено с каменна зидария на глинен разтвор. В него се намират обор и мазе. Етажът е изграден от талпи и е предназначен за живеене, а междуетажните конструкции са гредореди, от видими дялани дъбови греди. Подовете са от глина. Покривът е покрит с керемиди, наредени върху букови дъски (шинди), дебели около три и широки около петнадесет см. От двора се влиза по открита дървена стълба в чардака, който е известен в района като отвод. От него се влиза в пруста, преходно домакинско помещение, а оттам в помещението с огнище. Направо от отвода се влиза и в собата (одая). В по-късните и големи къщи между мазето и горния етаж има добре скрито стълбище, предназначено за евакуация в случай на необходимост.
Обикновено са градени без употребата на метални гвоздеи и се е разчитало на добре изработени сглобки на елементите в конструкцията. Когато започват да се иззиждат носещите стени, те са правени дебели по над 50 см., като свързващ разтвор се е използвал само от външните страни, а по между им е бил сух пълнеж. Нерядко жилищната постройка е съчетавана със сеновал за съхраняване на храната на животните заделена за зимния период на годината.
Къщите в Копривщица са оградени с високи, покрити дувари и порти с оглед сигурността на населението и добитъка в тях.
Когато през 30 – 40-те години на ХIХ в. домашното манифактурно производство нараства, къщата на забогатяващите копривщенски овцевъди започва да се променя. Преди всичко става необходимо да се разшири отводът, на който главно се извършва производствената работа, и прустът, в който е складирана готовата продукция. От друга страна, повдигането на материалното и културното равнище създава нужда от нови жилищни помещения. В града все още могат да се видят вътрешни преградни стени в някои стари къщи, изработени от плъсти.

## Първични архитектурни форми
Първичните градежи по тези места са обикновено овчарските колиби, строени по най-прост начин от кръгъл дървесен материал, подреден в прости конусообразни форми и покрити обикновено със слама или клони с листа (вършини). Жилищата имат един отвор, служещ едновременно за врата и прозорец, а на покрива друг за отвеждане на дима от огнището. Тук биха могли да бъдат добавени и копривщенските овчарници (егреци), използвани за подслон на хора и добитък. Строени са с подковообразна форма, съобразена с особеностите на терена.

## Формиране на основите на копривщенската архитектура
Началото е поставено с построяването в предишни времена на запазените Павликянска и Вакарелска къщи (Вакарелската е разглобена и продадена като дървен материал от собствениците през 1953 г.), както и доскоро съществуващата къщичка на бедния копривщенец Тодор Борносузов и др.
След последното заличаване на града от османските поробители през периода 1809 – 1830 г. започва постепенното му съвземане от разрухата. Строят се първоначално еднокатни (едноетажни), а по-сетне и двукатни къщи. Те са предимно съградени изцяло от дърво, но вече са снабдени с по-обширни чардаци (отводи), с повече соби и одаи, с акцент върху кьошковете. Къщите имат асиметрична конструкция, като отводът е отворен по цялата им фасада. Това се свързва с напредъка на занаятчийската манифактура, животновъдството и наченките на търговска дейност. Като класически примери в това отношение биха могли да бъдат посочени къщата на Дядо Либен (1810), Пинджѐковата къща (1811), голямата Доганова къща (1815) и Хаджи-Торомановата къща (1832).
По-старите постройки са с редова композиция, скрита зад високи оградни дувари и свързани през двора чрез комшулук (малка врата – от комшия, съсед) с двора на съседите. По дървено стълбище от двора се възлиза на отвода, което говори за по-висока култура на бита. Тук може да се работи на чист въздух с открита гледка към двора, кованата порта и цветната градина с трендафил. Собата служи за дневно пребиваване, особено в студените, зимни дни, тъй като обикновено има зидана, а в по-късните времена и кахлена печка. Този тип печки служат не за да се пали огън в тях, а са свързани като димоотвод с камината, разположена в съседното помещение „в' къщи“. В края на този период се извършва преход към симетричен архитектурен модел.
В годините 1830 – 1842 г., във връзка със замогването на населението, къщите си променят изгледа. По-високите изисквания на появяващата се буржоазна класа води и нови майстори със стремеж към нови форми и конструкторски решения. Възприемат се нови за времето си архитектурно-художествени критерии, видими в Бъзевата, Васевата и Каравеловата къщи. Преминава се от изцяло дървена конструкция към къщи само от дървен скелет и стени изградени от разцепени на четири букови клони, измазани с глина и годни за шпакловка и изписване, както отвън, така и отвътре.
Архитектурният ансамбъл на града се допълва удачно от копривщенските чешми, порти, беседки и кладенци. Живата връзка между природа и човек е демонстрирана и в построените храмови камбанарии и многообразните комини на копривщенската къща. Богато украсените чардаци и стълбища с техните колонади и тавански гредоред, които имат не само конструктивни функции, но и забележителен художествен принос.

## Тенденции в развитието на копривщенската архитектура в края на ранното Възраждане
Къщите на богатите някога джелепи, бегликчии и търговци по Тракия, в Цариград, по островите на Бяло море, в Мала Азия и Египет се отличават със своята големина, те са с пространни и високи гостни стаи в горния кат (етаж). В долния кат се намират зимните стаи, в които особено място заемат големи и художествено изработени печки (кюмбета), които се отопляват от съседната одая (в’кжщи), където е камината. Таваните на стаите са украсени по най-хубав начин, по много от тях има дървени дини и слънца. Стаите имат много прозорци, до които се редат широки миндери покрити с шарени кебета, миндерлъци с („макати“) и тъкани възглавници. Вътрешните стени са заети от долапи, които тук наричат ракли. Полици, по които се редят разнообразни металични и пръстени съсъди, от стените не липсват, както и иконостас („пред-куна“). Подът е покрит най-често с плъсти, шарени от цигани, майстори дръндари. Във всички стаи по стените висят много картини, които представят случки отъ Руско-турската война, много портрети на роднини и приятели, между които някои доста стари и интересни за историята на българското Възраждане и за етнографията. Долните катове на къщите са зидани от камък, а горните най-вече от дебели дъски, тухли или плетове, добре измазани от вън и от вътре с глина. Покривите са керемидени, а комините на богатите къщи – тънки и високи, с хубава форма и много разнообразни.
Чардаците на къщите, над които се надвесват дълги полегати стрехи, са обърнати към изток и юг, а изложените към север стени са често пъти без прозорци, макар и да са обърнати към улицата. В много къщи прозорците към улицата са по-малки и по-малко на брой, а към двора повече и по-големи. Рядко липсват на прозорците дървени решетки и капаци. Интересни са така наречените кафези – гъсти ромбовидни решетки от тънки, закръглени от едната страна дъсчици – които се поставят на стълбите, на врати, на кьошкове и другаде. Външните стени на къщите и рамките на прозорците са обикновено боядисани. Най-често се забелезват оранжевата и синя бои; тези бои придават особено хубав изглед на града. В богаташките къщи има пространни скривалища и тайни входове от долапи в долния кат за някоя част на горния или мазата. До господарските къщи се намират отделни сгради за слуги, добитък, сено и други хранителни предмети. Много къщи със своите еркери и издатъци над улицата приличат досущ на пловдивските, други чрез своите стълбове пред входа на къщата, обърната към двора, напомнят турски конаци. Изобщо много къщи по външен и вътрешен строеж са верно копие на бейски конаци ог Цариград, такива са къщите на Лулчо Каблешков, на Петко Догана и други коприщени.

## По време на българското Възраждане – изписаните къщи на Копривщица
Писаните къщи в Копривщица са най-вълнуващият дял от пловдивската модерна линия на градеж и стенописване. Те поемат тази линия и живо я пречупват през вековното българско естетическо чувство, така че накрая ярките паметници на архитектурната мисъл от Копривщица се превръщат в образци за пловдивчани. Една от най-добрите къщи на Филибе, тази на Никола Недкович, има за украса копие на изписването на Ослековата къща.
Градивният период на това явление продължава около 50 години. Дело на майстори от различни краища на страната с новия си вкус, професионална подготовка и опит и само един град става символ на новото в изкуството през възрожденската епоха.
Цветове, в които са оцветени къщите, според еснафа (гилдията) на собственика: керемидено-червен абаджии, жълта охра скотовъдци, тъмно син бегликчии.

## Реставрации и ново строителство
Разрухата на града е спряна с обявяването на Копривщица за град музей през 1952 г. През 1971 г. той получава статут на архитектурен и исторически резерват, а през 1978 г. – и на национален архитектурен резерват с международно значение и селище за международен туризъм. Съществен принос за това дело имат първият братовчед на Димчо Дебелянов – арх. Вельо Дебелянов, и Петко Теофилов – пръв директор на Дирекция на музеите, създадена през 1956 г. с цел опазване и развитие на модерното музейно дело.
През 1970-те години е предприета значителна по мащаб реставрация и консервация на музеи, паметници на културата, както и на улиците в града, който е обявен за национален исторически резерват. Решението за това е взето на 29 юни 1971 г. от Второто правителство на Тодор Живков. За десет години държавата инвестира 28 млн. лева в построяването на 400 нови къщи и 100 нови обекта. Най-значимият паметник, построен вследствие на това решение е този на Георги Бенковски.
Народният майстор не претворява механично архитектурните решения, по-скоро винаги те са преосмислени и пречупени през неговите творчески виждания. Съжителството на традицията и новаторството е подчертано в съхранените възрожденски образци и новите градежи по съвременни технологии.

## Дворни градини в Копривщица
Повечето къщи имат големи, покрити с каменна настилка, дворове и овощни градини, в които първо место заема трънкосливата, от чиито плодове сушат „дженки" и „шушелки“ и варят ракия и пестил (изсушени на слънце, пресовани плодове с естествена сладост).
Град Копривщица със своите дворове и техните градини представлява твърде рядко срещано в България свободно третиране на парковата среда, вложено в националното парково и градинарско изкуство, свързано със свободното им третиране. Като в истинско, първично народно творчество могат да бъдат открити някои характерни по своя смисъл белези, близки до класическите явления в тази област. Общата идея за сформиране на пространствата определя видното единство на обекта, където всеки елемент е значим и разполага със свое място в цялостната композиция. Тук е наличен един главен елемант, като всички останали служат за неговото подчертаване. Такива са къщата по отношение на градежа, тревните площи имат значение за озеленяването, а цветята със свояте багри придават завършеност на творението. Расатителността носи обемно-пространствено решение и изграждане на двора с различните си растителни групировки. Раличните плодни, а понякога и широколистни дървесни видове определят светлосенките на огрените от слънце или сенчестите места. Оградните зидове определят дворното пространство понякога съчетани с колоритни единични или групи растения, дори понякога и цели разтителни масиви. Равни и неразкъсани зелени площи очертават свободно алеята до входа на къщата, една или повече многоетажни цветни лехи водят до преход от алеята към стените на къщата или оградния дувар.

### Характерни типове градини
А); Запазени стари дворове, заедно с характерната растителност в тях. Растителността в тях е запазена по-скоро като автентичност и традиция, отколкото като количество на декоративните насаждения Тези дворове могат да бъдат видяни до петдесетте години на XX век.
Б); Дворове, в които липсват или не се спазват старите композиционни традиции, но е съхранен стремежът за поддържането им. Появата им е следствие от надпреварата между стопаните за по-добро устройство и по-голямо разнообразие на растителните видове.
В); Модернизирани след преустройство дворове, продължители на българската национална традиция по отношение на декорираните пространства и градинарско парково наследство. Тук традицията е сполучливо съчетана с нуждите на съвременния човек.
Г); Стари къщи и дворове, реставрирани от НИПК. Повечето от тези къщи и дворове са превърнати в музеи, понякога изложбени зали (Художествена галерия „Палавееви къщи“), а някои са предоставени за творчески бази на някои национални институти (Старирадева къща). Градините са възстановени грижливо с тяхната автентичност, като по отношение на зелените площии е постъпено малко по-свободно.
Д); Дворове на къщи ново строителство, построени по нови строителни технологии или преустроени сгради. Къщите не могат да бъдат определени като типични само за Копривщица, като това важи и за прилежащите им дворни пространства. Дворните композиции могат да служат за преценка и сравнение на старите традиции и новите декоративни концепции.
Е); Дворове без запазени цветни площи с изчезнали цветя и декоративна растителност. Запазени тук са плодните и други дървета, но са мъртви по отношение на багрите на цветята, в най-добрия случай. Могат да бъдат използвани при изследвания на общите обемно-пространствени и композиционни принципи и тенденции.
Ж); Дворове на частично или изцяло рухнали и изгубени за историята къщи. Дворовете на тези къщи са унищожени или само частично запазени. Понякога с оглед на оформлението на уличните пространства, оградните зидове на тези къщи са реставрирани. На места са поставяни и нови или са реставрирани старите им копоривщенски порти, но дворовете им остават голи и пусти.

## Галерия „Негативни тенденции в развитието на копривщенската архитектура след 1990“
При едно проучване се оказва, че двадесет и пет процента, а това са стотина паметника на културата, респективно от културно-историческото наследство на град Копривщица, е отпаднало от категоризация поради липса на поддръжка, видоизменения или разрушаване.
- Останките на стопанската сграда на Михаил-Маджаровата къща. Улица „Геренилото“ 6
- Останките на Михаил-Маджаровата къща. Улица „Геренилото“ 6. На заден план Ослекова къща
- Къща на улица „Любен Каравелов“ 44
- Къща на улица „Петко Мрънков“ 6
- Къща на улица „Петко Мрънков“ 2
- Старата фурна. Улица „Първа пушка“ 1
- Къщата на Тодор Тумангелов. Улица „Любен Каравелов“ 18. На заден план сградата на кметството и Общинския съвет
- Къща на улица „Първа пушка“ 5
- Ресторант „Средна гора“ с бившия градски универсален магазин на втория етаж
- Врабекова къща на улица „Грую Ценов“ 11
- Къща на улица „Грую Ценов“ 6
- Къща на улица „Стайко Филипов“ (без номер)
- Къща на улица „Любен Каравелов“ 12
- Сграда на улица „Любен Каравелов“ 12
- Увредената фасада на Десьовската къща
(към 2024)
- Къщата на Рашко Радомиров. Улица „Любен Каравелов“ 42